# Mistress of the Robes

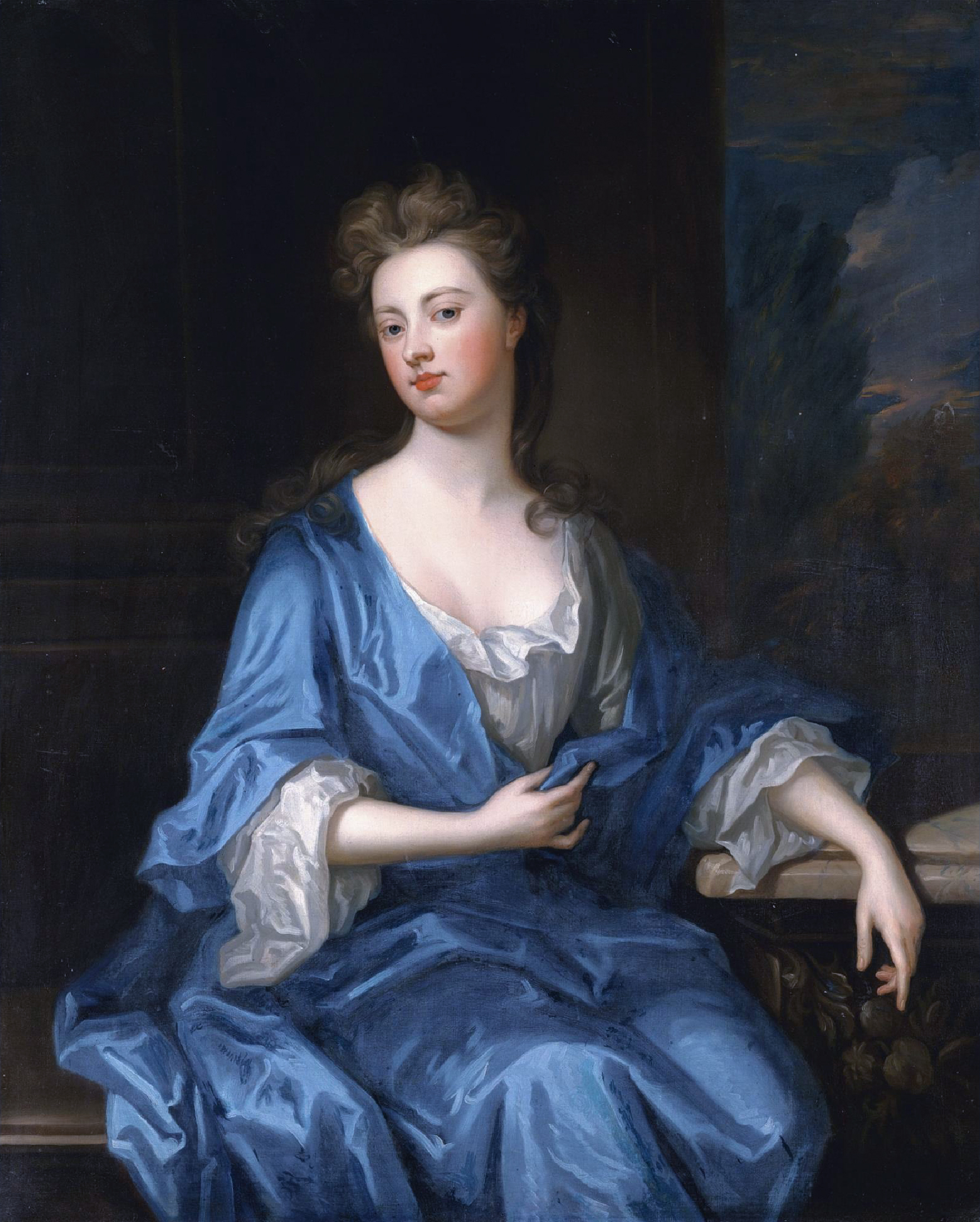
Sarah, Duquesa de Marlborough, Mistress of the Robes da Rainha Ana

A Mistress of the Robes é a dama mais velha da Casa Real do Reino Unido.

## Reino Unido

### Tarefas
Inicialmente era responsável pela roupa e pelas jóias da Rainha (como o nome indica). Atualmente o cargo tem como função organizar a agenda das damas de companhia da rainha, juntamente com diversos deveres em cerimónias do estado.
Na atualidade, a Mistress of the Robes é quase sempre uma duquesa.

### História
Durante os séculos XVII e XVIII, este cargo era, muitas vezes, sobreposto ou substituído como Primeira Dama do Quarto de dormir.
No passado, sempre que a rainha era uma rainha reinante (de facto), em vez de uma rainha consorte, a Mistress of the Robes era uma nomeação política, que mudava com o governo. Contudo, não tem sido o caso desde a morte da Rainha Vitória, em 1901, sendo que a Rainha Isabel II apenas teve duas Mistresses of the Robes em mais de sessenta anos de reinado. Rainhas viúvas têm as suas próprias Mistresses of the Robes. No século XVIII, as Princesas de Gales tinham igualmente uma.

### Mistress of the Robes deMaria I, 1553-1558
- 1553-1558: Susan Clarencieux[1]

### Mistress of the Robes deIsabel I, 1558-1603
- 1559/1562–1603: Dorothy, Senhora Stafford[1]

### Mistress of the Robes deAna da Dinamarca, 1603-1619
- 1603-1619: Audrey (Etheldreda), Senhora Walsingham[2]

### Mistress of the Robes deHenriqueta Maria de França, 1625-1669
- 1626-1652: Susan Feilding, Condessa de Denbigh[2] (também Primeira-Dama do Quarto de dormir) [3]
- 1653-1669: Elizabeth Fielding Boyle, Condessa de Guilford[2]

### Mistress of the Robes deCatarina de Bragança, 1662-1692
- 1660-1692: Posição vaga (Substituído por uma Primeira-Dama do Quarto de dormir)

### Mistress of the Robes deMaria de Módena, 1673-1688
- 1673-1688: Posição vaga (Substituído por uma Primeira-Dama do Quarto de dormir)

### Mistress of the Robes deMaria II de Inglaterra, 1688-1694
- 1688-1694: Lady Elizabeth Butler, Condessa de Derby

### Mistress of the Robes deAna, 1704-1714
- 1704-1710: Sarah Churchill, Duquesa de Marlborough[4]
- 1710-1714: Elizabeth Seymour, Duquesa de Somerset[5]

### Mistress of the Robes deCarolina de Ansbach, 1714-1737
- 1714-1717: Diana Beauclerk, Duquesa de St Albans[6]
- 1717-1723: Vago
- 1723-1731: Elizabeth Sackville, Duquesa de Dorset[7]
- 1731-1735: Henrietta Howard, Condessa de Suffolk (Condessa Viúva de Suffolk a partir de 1733)[8]
- 1735-1737: Vago[8]

### Mistress of the Robes deAugusta de Saxe-Gotha, 1736-1763
- 1736-1745: Lady Archibald Hamilton[8]
- 1745-1747: Vacant[8]
- 1747-1763: Graça Sackville, Condessa de Middlesex[8]

### Mistress of the Robes deCarlota de Mecklenburg-Strelitz, 1761-1818
- 1761-1793: Mary Bertie, Duquesa de Ancaster e Kesteven (Duquesa Viúva de Ancaster e Kesteven a partir de 1778)[8]
- 1793-1818: Elizabeth Thynne, Marquesa de Bath (Marquesa Viúva de Bath a partir de 1796)[8]

### Mistress of the Robes deCarolina de Brunsvique1795-1820
- 1795-1808: Anne Townshend, Marquesa de Townshend
- 1808-1817: Catherine Douglas, Baronesa de Glenbervie

### Mistress of the Robes deAdelaide de Saxe-Meiningen, 1830-1837
- 1830-1837: Catherine Osborne, Duquesa de Leeds[8]

### Mistress of the Robes daRainha Vitória, 1837-1901
- 1837-1841: Harriet Sutherland-Leveson-Gower, Duquesa de Sutherland[9]
- 1841-1846: Charlotte Montagu Douglas Scott, Duquesa de Buccleuch e Queensberry[10]
- 1846-1852: Harriet Sutherland-Leveson-Gower, Duquesa de Sutherland[11]
- 1852-1853: Anne Murray, Duquesa de Atholl[12]
- 1853-1858: Harriet Sutherland-Leveson-Gower, Duquesa de Sutherland[13]
- 1858-1859: Louisa Montagu, Duquesa de Manchester[14]
- 1859-1861: Harriet Sutherland-Leveson-Gower, a Duquesa de Sutherland[15]
- 1861-1868: Elizabeth Wellesley, Duquesa de Wellington[16]
- 1868-1870: Elizabeth Campbell, Duquesa de Argyll[17]
- 1870-1874: Anne Sutherland-Leveson-Gower, Duquesa de Sutherland[18]
- 1874-1880: Elizabeth Wellesley, Duquesa de Wellington[19]
- 1880-1883: Elizabeth Russell, Duquesa de Bedford[20]
- 1883-1885: Anne Innes-Ker, Duquesa de Roxburghe[21]
- 1885-1886: Louisa Montagu Douglas Scott, Duquesa de Buccleuch e Queensberry[22]
- 1886: Vacant
  - Serviu como Mistress of the Robes: Elizabeth Russell, Duquesa de Bedford
- 1886-1892: Louisa Montagu Douglas Scott, a Duquesa de Buccleuch e Queensberry[23]
- 1892-1895: Vacant
  - Serviu como Mistress of the Robes: Anne Innes-Ker, Duquesa de Roxburghe, e Anne Murray, Duquesa Viúva de Atholl (em conjunto)
- 1894: Vacant
  - Serviu como Mistress of the Robes: Louisa McDonnell, Condessa de Antrim
- 1895-1901: Louisa Montagu Douglas Scott, Duquesa de Buccleuch e Queensberry[24]

### Mistress of the Robes deAlexandra da Dinamarca, 1901-1925
- 1901-1912: Louisa Montagu Douglas Scott, Duquesa de Buccleuch e Queensberry[25]
- 1913-1925: Winifred Cavendish-Bentick, Duquesa de Portland[26]

### Mistress of the Robes deMaria de Teck, 1910-1953
- 1910-1916: Evelyn Cavendish, Duquesa de Devonshire[27]
- 1916-1921: Eileen Sutherland-Leveson-Gower, Duquesa de Sutherland[28]
- 1921-1953: Evelyn Cavendish, Duquesa de Devonshire (Duquesa Viúva de Devonshire a partir de 1938)

### Mistress of the Robes deElizabeth Bowes-Lyon, 1937-2002
- 1937-1964: Helen Percy, Duquesa de Northumberland (Duquesa Viúva de Northumberland a partir de 1946)[29]
- 1964-1990: Kathleen Hamilton, Duquesa de Abercorn (Duquesa Viúva de Abercorn a partir de 1979)[30]
- 1990-2002: Vacant

### Mistress of the Robes daRainha Isabel II, 1953-2022
- 1953-1967: Mary Cavendish, Duquesa de Devonshire (Duquesa Viúva de Devonshire a partir de 1950)[31]
- 1967–2022: Fortune FitzRoy, Duquesa de Grafton (Duquesa Viúva de Grafton a partir de 2011)[32]